# Shepardtöne
Shepardtöne sind spezielle harmonisch komplexe Töne. Sie sind nach dem Psychologen Roger N. Shepard (Shepard, 1964) benannt worden. Mit Hilfe der Shepardtöne können eine Reihe von akustischen Illusionen erzeugt werden (Tritonus-Paradox, Shepard-Skala).

## Aufbau der Shepardtöne

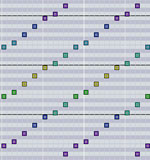
Schematische Darstellung einer Shepardscala

Jeder Shepardton ist aus einer bestimmten Anzahl von Sinustönen (meistens 6 bis 10) zusammengesetzt. Die Frequenzen dieser Sinustöne stehen im Oktavabstand zueinander. Die Frequenzen {\displaystyle f_{i}} eines bestimmten Shepardtons, der aus n-vielen Sinustönen zusammengesetzt ist, ergeben sich mathematisch formuliert wie folgt:
{\displaystyle f_{i}=f_{b}\cdot 2^{i}},
mit {\displaystyle i=1...n} und der Grundfrequenz {\displaystyle f_{b}}. Die Grundfrequenzen von Shepardtönen entsprechen meistens den Grundfrequenzen der Tonklassen der chromatischen Tonleiter (z. B. für den Shepardton mit der Tonklasse C wäre die Grundfrequenz {\displaystyle f_{b}=16{,}3516}).
Die Lautstärke der Frequenzen wird mittels einer glockenförmigen Hüllkurve ermittelt. Charakteristisch für diese ist, dass die Lautstärke im tiefen und hohen Frequenzbereich gedämpft wird.